# Джерело (пам'ятка природи, Первомайський район)
Джерело — гідрологічна пам'ятка природи місцевого значення в Україні. Розташована на території Первомайського району Миколаївської області, у межах Чаусівської сільської ради.
Площа — 0,5 га. Статус надано згідно з рішенням Миколаївської обласної ради № 281 від 11.12.1990 року задля збереження та охорони виходів ґрунтових вод.
Пам'ятка природи розташована у селі Чаусове на правому березі річки Чорний Ташлик.